# Nikša Dobud
Nikša Dobud (ur. 5 kwietnia 1985) – chorwacki piłkarz wodny. Złoty medalista olimpijski z Londynu.

## Kariera sportowa
Zawody w 2012 były jego pierwszymi igrzyskami olimpijskimi w karierze. Chorwaci triumfowali, w finale pokonując Włochów.